# Rezervația Algheanu
Rezervația Algheanu este o arie protejată de interes național ce corespunde categoriei a IV-a IUCN (rezervație naturală de tip geologic și peisagistic) situată în județul Vrancea, pe teritoriul administrativ al comunei Vrâncioaia.

## Localizare
Aria naturală cu o suprafață de 10 hectare se află în partea estică a Carpaților de Curbură în centrul Depresiunii Vrancei, ocupând bazinul hidrografic al văii Zmeului (pârâul Algheanu) în partea nord vestică a județului Vrancea și cea vestică a satului Poiana, lângă drumul județean (205L) care leagă localitatea Vrâncioaia de Năruja.

## Descriere
Rezervația naturală declarată arie protejată prin Legea Nr.5 din 6 martie 2000 (privind aprobarea Planului de amenajare a teritoriului național Secțiunea a III-a - zone protejate) este o suprafață străbătută de apele pârâului Algheanu, cu lapiezuri (microforme reliefale formate în urma acțiunii apei) săpate în roci friabile și în depozite salifere și reprezintă o zonă de un deosebit interes geologic și peisagistic din Vrancea.